# 奧諾爾茨巴赫河
49°18′10.27″N 10°34′38.91″E / 49.3028528°N 10.5774750°E
奧諾爾茨巴赫河是德國的河流，位於該國東南部，由巴伐利亞負責管轄，屬於法蘭克尼亞雷扎特河的右支流，河道全長11.1公里，流域面積26平方公里，發源自洛伊特斯豪森西北面1公里。